# محمد آشوری
 محمد آشوری، چهره تأثیرگذار عرصه‌های حقوقی و عضو گروه حقوق کیفری دانشکده حقوق و علوم سیاسی دانشگاه تهران که در سال ۱۳۲۱ در قزوین پا به عرصه حیات نهاد و پس از طی دوره‌های مقدماتی وارد دانشکده حقوق، علوم سیاسی و اقتصادی دانشگاه تهران شد. او در سال‌های تحصیل در دانشکده توانست رتبه اول علمی را به خود اختصاص دهد و در سال ۱۳۴۳ دوره کارشناسی حقوق را به پایان رسانید. سپس برای ادامه تحصیل در مقطع دکتری، در فروردین ۱۳۴۴ به فرانسه اعزام شد و رشته تحصیلی علوم جنایی را برگزید. این مقطع را با رساله‌ای با موضوع «بازداشت موقت، مطالعه‌ای تطبیقی» به راهنمایی پروفسور لواسور در دانشکده حقوق پاریس به پایان برد و در همن فاصله به اخذ دیپلم حقوق تطبیقی از دانشگاه استرازبورگ نائل شد. در سال ۱۳۵۰ شمسی به تهران بازگشت. بلافاصله، تدریس در دانشگاه تهران را با درس «آیین دادرسی کیفری» آغاز نمود. درسهایی از قبیل جرم‌شناسی، «آیین دادرسی کیفری تطبیقی»، «جامعه‌شناسی کیفری»، «دادرسی اطفال بزهکار»، «دادرسی منصفانه و مدیریت قضائی» و «تاریخ تحولات حقوق کیفری» از جمله درسهای مهمی است که وی در مقاطع مختلف، از جمله در مقطع تحصیلات تکمیلی، تدریس کرده است.

## تالیفات
- آیین دادرسی کیفری دو جلد
- حقوق کیفری اروپایی. ترجمه دو جلدی
- نظام‌های بزرگ حقوقی معاصر.
- عدالت کیفری سه جلد
- جایگزین‌های زندان یا مجازات‌های بینابین
- حقوق بشر و مفاهیم مساوات، انصاف و عدالت[۳][۴][۵]